# Bernice (Oklahoma)
Bernice és un poble dels Estats Units a l'estat d'Oklahoma. Segons el cens del 2000 tenia 504 habitants.

## Demografia
Segons el cens del 2000, Bernice tenia 504 habitants, 245 habitatges, i 152 famílies. La densitat de població era de 218,6 habitants per km².
Dels 245 habitatges en un 20% hi vivien nens de menys de 18 anys, en un 55,5% hi vivien parelles casades, en un 3,3% dones solteres, i en un 37,6% no eren unitats familiars. En el 35,5% dels habitatges hi vivien persones soles el 15,5% de les quals corresponia a persones de 65 anys o més que vivien soles. El nombre mitjà de persones vivint en cada habitatge era de 2,06 i el nombre mitjà de persones que vivien en cada família era de 2,59.
Per edats la població es repartia de la següent manera: un 16,7% tenia menys de 18 anys, un 6,3% entre 18 i 24, un 20,8% entre 25 i 44, un 31,3% de 45 a 60 i un 24,8% 65 anys o més.
L'edat mediana era de 51 anys. Per cada 100 dones de 18 o més anys hi havia 102,9 homes.
La renda mediana per habitatge era de 24.844 $ i la renda mediana per família de 30.288 $. Els homes tenien una renda mediana de 24.444 $ mentre que les dones 15.833 $. La renda per capita de la població era de 15.005 $. Entorn del 9,5% de les famílies i el 14,1% de la població estaven per davall del llindar de pobresa.

## Poblacions més properes
El següent diagrama mostra les poblacions més properes.